# Gerhard Ortmann
Gerhard Ortmann (* 18. Juni 1921 in Büchel; † unbekannt) war ein deutscher Politiker und Funktionär der DDR-Blockpartei Demokratische Bauernpartei Deutschlands (DBD).
Ortmanns Vater war ein Bauer. Nach dem Besuch der Volksschule wurde er Landwirt. Er trat nach dem Zweiten Weltkrieg in die DBD ein. Von 1954 bis 1958 war er Mitglied der DBD-Fraktion der Volkskammer der DDR.